# چهارطاقی شیخ عالی
بقایای چهارطاقی شیخ عالی مربوط به دوره ساسانیان است و در شهرستان چرداول، بخش شیروان، دهستان عرب رودبار، ۲ کیلومتری جنوب غرب روستای آبزا واقع شده و این اثر در تاریخ ۲۷ آبان ۱۳۸۶ با شمارهٔ ثبت ۲۰۲۲۸ به‌عنوان یکی از آثار ملی ایران به ثبت رسیده است.